# Stanislas Famin
Pour les articles homonymes, voir Famin.
Stanislas Marie César Famin, né à Marseille (Bouches-du-Rhône) le 9 juillet 1799 et mort le 23 décembre 1853 à Paris (Seine), est un diplomate et historien français.

## Biographie
Stanislas Marie César Famin naît le 21 messidor an VII (9 juillet 1799) à Marseille. Il est le fils de Jean Louis César Famin, négociant, et de son épouse, Rose Gabrielle Lagier. 
Chancelier de diverses légations françaises en Italie, Sicile, Portugal et Russie, il est connu pour ses ouvrages historiques, en particulier Histoire des invasions des Sarrasins en Italie du VIIe au XIe siècle (1843) et l'inachevé Histoire de la rivalité et du protectorat des églises chrétiennes en Orient (1853). 
Il meurt le 23 décembre 1853 à Paris. 

## Publications
- La Sicile considérée sous le rapport de l'agriculture, Paris, 1831.
- Révolution de Sicile en 1820, Paris, Abel Ledoux, 1832.
- Légendes rouges, livre de chroniques françaises et étrangères, Paris, Abel Ledoux, 1833.
- Histoire des invasions des Sarrasins en Italie du VIIe au XIe siècle, Paris, Firmin Didot, 1843.
- Histoire de la rivalité et du protectorat des églises chrétiennes en Orient, Paris, Firmin Didot, 1853.

## Distinctions
- Chevalier de la Légion d'honneur (29 avril 1843)[4]